# Colón (moneda de El Salvador)
El colón es una unidad monetaria de El Salvador desde 1892. En 2001 fue sustituido progresivamente por el dólar estadounidense. Actualmente tiene curso legal, sin embargo en la práctica está en desuso.
El colón fue emitido desde 1934 por el Banco Central de Reserva de El Salvador, organismo gubernamental encargado de la política monetaria del país. El colón se divide en 100 centavos. En el momento de su desaparición circulaban monedas de 1, 5, 10, 25 y 50 centavos de colón, y de 1 colón. En cuánto a papel moneda, en el momento de su desaparición circulaban billetes de 5, 10, 25, 50, 100 y 200 colones, y anteriormente de 1 y 2 colones. El 1 de octubre de 1892, el gobierno del presidente Carlos Ezeta, decidió que el peso salvadoreño se denominaría «Colón», en homenaje a Cristóbal Colón. El 19 de junio de 1934 se creó el Banco Central de Reserva como único organismo autorizado para emitir moneda en la nación. El 1 de enero de 2001, entró en vigencia la Ley de Integración Monetaria, bajo el gobierno del presidente Francisco Flores, que autorizaba la libre circulación del dólar estadounidense en el país, con un tipo de cambio fijo de 8.75 colones. Aunque en la actualidad el colón sigue aceptándose en comercios al tipo de cambio fijo establecido, se puede considerar como una moneda fuera de circulación.

## La moneda antes y durante la colonia

### El cacao

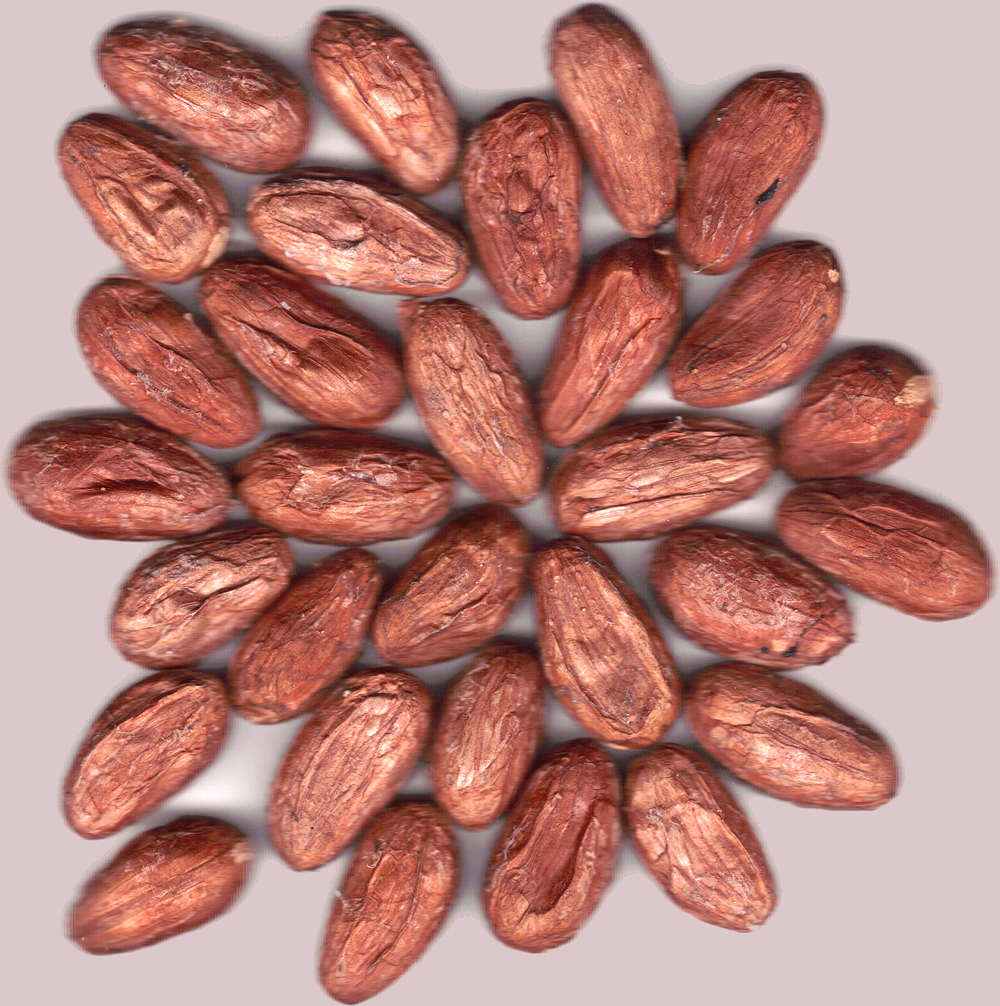
Semillas de cacao.

Desde que existe el comercio, las cosas han sido valoradas en términos de la unidad del objeto más apreciado localmente. En tal sentido, es lógico que los nativos del territorio salvadoreño antes de la llegada de los españoles, usasen el cacao como "moneda", puesto que con él se prepara chocolate que era considerada la "bebida de los dioses".
El uso del cacao como valor de cambio se remonta al auge de la civilización maya, cuando la unidad monetaria era el Xontle, compuesta por cuatrocientas almendras de cacao. La llegada de los conquistadores supuso la introducción de la moneda española, el Real. Pese al cambio, el cacao se siguió utilizando a razón de ciento sesenta almendras por un Real. Todas las monedas utilizadas en América fueron acuñadas en España, hasta que en 1731 se fundó la Casa de la Moneda en Guatemala.

### El macaco

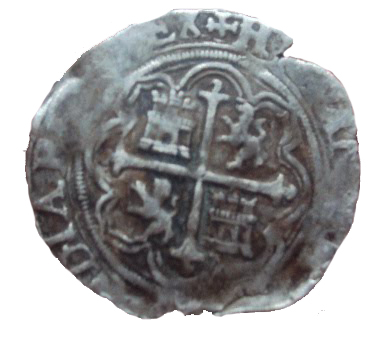
El antiguo macaco salvadoreño.

Las monedas más usadas durante la colonia fueron los «Macacos», que consistían en piezas de plata de forma no definida y que fueron acuñadas en Perú o en México. En su mayoría eran cortadas con tenazas y figuraba un grabado de las columnas de Hércules con la inscripción Plus Ultra. Su valor nominal era menos importante que su peso en metal, es decir, no tenían un valor absolutamente definido. Aun después de la independencia de los países centroamericanos, el macaco siguió en circulación, siendo oficializado el 9 de julio de 1856.

## La moneda posterior a la colonia

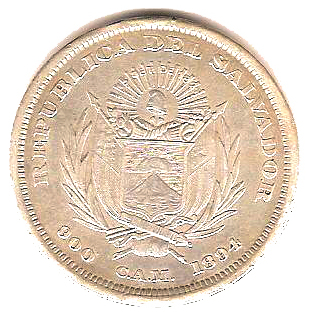
Peso Salvadoreño, antecesor del colón...

### El real y peso
Durante la existencia de la Federación Centroamericana, el sistema monetario no cambió con respecto al colonial; se siguió usando el peso de plata como moneda principal, aunque con circulación de los macacos y de las fichas de finca. Una vez disuelta la federación en 1841, el gobierno Salvadoreño ya República independiente decretó la emisión de la primera moneda nacional; el Real Salvadoreño, monedas de oro con una "R" grabada y los «Escudos», monedas de plata con una "E" grabada.
En 1883, bajo la presidencia del doctor Rafael Zaldívar, se decretó la Primera Ley Monetaria, adoptándose el "Peso" como unidad monetaria, descartándose el sistema español de división en 8 reales. La nueva ley ocupó como base el sistema métrico decimal, donde el peso equivalía a 10 reales.
Finalizando el siglo XIX, aparecieron los primeros billetes de banco. El nuevo papel-moneda pasó a jugar un rol importante como instrumento de cambio, como unidad de medida del valor de los bienes y como elemento de ahorro. La emisión de los billetes estaba a cargo de bancos privados autorizados por el Gobierno. El primer banco emisor fue el Banco Internacional, fundado en 1880; a este banco se le otorgó de manera exclusiva la emisión de billetes, aunque después perdió la exclusividad ante las autorizaciones al Banco Occidental y al Banco Agrícola Comercial.

### Fichas de finca
A mediados del siglo XIX entre 1864 y 1934, aparecieron las «fichas de finca», las cuales eran monedas fabricadas de latón, metal, cobre, aluminio y hojalata, en su mayoría de forma circular y cuadrada. Se les grababa el nombre de la finca que las emitía y era la forma de pago a los jornaleros de la misma.
No eran la moneda oficial de El Salvador ya que en ese entonces se usaba el peso. Las fichas simplemente eran una forma de explotación a los campesinos. Ellos llegaban a trabajar en  la finca por semanas, les pagaban y ahí mismo tenían que comprar su comida y ropa porque las fichas no tenían valor en otra finca.
Tenían diferentes denominaciones como medio, uno, dos, cuarto y hasta de dos y cuatro "reales". Se dejó de usar cuando se aprobó la creación del BCR(Banco Central de Reserva).

## Nacimiento del colón salvadoreño
Bajo la presidencia de Carlos Ezeta, se inauguró la Casa de la Moneda el 28 de agosto de 1892; el 1 de octubre del mismo año, como homenaje a Cristóbal Colón en el IV Centenario del Descubrimiento de América, la Asamblea Legislativa reformó la ley monetaria y cambió el nombre de "peso" a "colón". El cambio con respecto al dólar estadounidense en ese momento era de 2 colones por un dólar.
En 1919 se volvió a reformar la Ley Monetaria, estipulando que las monedas desgastadas por el manejo diario serían retiradas de circulación y las piezas recortadas o perforadas no serían aceptadas en el curso legal. Mediante esa ley, quedó prohibido el uso de fichas de finca, vales u homólogos en sustitución de la moneda oficial. Además, dio al Ministerio de Hacienda la facultad de controlar la circulación de la moneda.
Pese a la prosperidad económica relativa de los años 1920, la depresión mundial de 1929, la caída internacional de los precios del café y la desregulación estatal del sistema monetario causaron una crisis económica nacional. El problema principal era la carencia de una institución especializada que se dedicase a velar porque la moneda mantuviera su valor y a controlar la actividad bancaria; en tal sentido, el gobierno del general Maximiliano Hernández Martínez contrató a un experto inglés llamado Frederick Francis Joseph Powell, quien debía analizar y estructurar el cuerpo bancario salvadoreño. En su informe final, recomendó que el sistema bancario debía organizarse en torno a un banco central que resguardase la moneda y su valor, así como emitir la unidad monetaria y controlar los créditos. Es así que por iniciativa de la presidencia de la república del 19 de junio de 1934, la Asamblea Legislativa aprobó la ley de creación del Banco Central de Reserva de El Salvador, institución cuyo objetivos se fijó en el control del volumen del crédito y la demanda de moneda circulante, así como se le confirió la facultad exclusiva de emitir colones.

## Billetes de colón
La denominación de colón se comenzó a utilizar en los billetes a partir de 1913 durante la administración de Carlos Meléndez debido a que un ente privado emitió billetes de 1,5,10,25,50, y 100 colones además de un prototipo de un billete de 500 colones que nunca círculo hasta que en el año 2001 retornaron la idea del billete de 500 colones pero debido a la dolarización este billete salió fuera de circulación estos eran proveídos por el Banco Nacional de El Salvador y el Banco Occidental estos billetes eran nombrados todavía como "pesos" aunque el colon tuvo circulación desde 1892 bajo el Gobierno de Carlos Ezeta  lamentablemente estos bancos se fueron a la quiebra y sus billetes ya no tenían ningún valor, con la llegada de Maximiliano Hernández Martínez se fundaría el Banco Central de Reserva del 31 de agosto de 1934, a lo cual Martínez retiró de la circulación las fichas de finca que todavía se usaban para crear la nueva institución estatal bancaria puso en circulación la primera familia de billetes en la historia salvadoreña. Fueron emitidos de uno (₡1), cinco (₡5), diez (₡10), veinticinco (₡25) y cien colones (₡100); añadiéndose en 1955 la denominación de dos colones y el de cincuenta colones en 1979. El diseño del papel moneda fue cambiando paulatinamente y de manera individual; también se dejaron de emitir algunas denominaciones con el pasar del tiempo.
El Banco Central de Reserva emitió una segunda familia de billetes, introduciendo la denominación de doscientos colones en 1997, cincuenta colones en 1995 y quinientos colones en 2001 que no se puso en circulación debido a la dolarización aprobada el mismo año.  
| Colón Billetes (Versión de 1997) | Colón Billetes (Versión de 1997) | Colón Billetes (Versión de 1997) | Colón Billetes (Versión de 1997) | Colón Billetes (Versión de 1997) | Colón Billetes (Versión de 1997)       | Colón Billetes (Versión de 1997)       |
| Imagen                           | Imagen                           | Valor                            | Color principal                  | Descripción                      | Descripción                            | Observación                            |
| Anverso                          | Revés                            | Valor                            | Color principal                  | Anverso                          | Revés                                  | Observación                            |
| -------------------------------- | -------------------------------- | -------------------------------- | -------------------------------- | -------------------------------- | -------------------------------------- | -------------------------------------- |
|                                  |                                  | ₡1                               | Rojo                             | Cristóbal Colón                  | Presa 5 de Noviembre                   | Anexo: Billete de un Colón Salvadoreño |
|                                  |                                  | ₡2                               | Morado                           | Cristóbal Colón                  | Iglesia de La Santa Cruz de la Roma    |                                        |
|                                  |                                  | ₡5                               | Verde                            | Cristóbal Colón                  | Palacio Nacional                       |                                        |
|                                  |                                  | ₡10                              | Azul                             | Cristóbal Colón                  | Volcán de Izalco                       |                                        |
|                                  |                                  | ₡25                              | celeste                          | Cristóbal Colón                  | Pirámide de San Andrés                 |                                        |
|                                  |                                  | ₡50                              | Morado                           | Cristóbal Colón                  | Lago de Coatepeque                     |                                        |
|                                  |                                  | ₡100                             | Verde                            | Cristóbal Colón                  | Pirámide del Tazumal                   |                                        |
|                                  |                                  | ₡200                             | Café                             | Cristóbal Colón                  | Monumento al Divino Salvador del Mundo |                                        |

## Monedas de colón
Las monedas emitidas en la primera familia fueron de uno, dos, tres, cinco, diez, veinticinco (conocida popularmente como "peseta") y cincuenta centavos ("tostón"); agregándose luego la moneda de un colón ("suegra"). Al igual que con los billetes, algunas denominaciones fueron desapareciendo con el tiempo y, las que quedaron, fueron siendo modificadas en su diseño y en su tamaño.
| Imagen                          | Valor | Cara del anverso  | Observación | Imagen                           | Valor | Cara del anverso    | Observación |
| ------------------------------- | ----- | ----------------- | ----------- | -------------------------------- | ----- | ------------------- | ----------- |
| 1 centavo de colón salvadoreño  | ₡0.01 | Francisco Morazán |             | 10 centavos de colón salvadoreño | ₡0.10 | Francisco Morazán   |             |
| 2 centavos de colón salvadoreño | ₡0.02 | Francisco Morazán |             | 25 centavos de colón salvadoreño | ₡0.25 | José Matías Delgado |             |
| 3 centavos de colón salvadoreño | ₡0.03 | Francisco Morazán |             | 50 centavos de colón salvadoreño | ₡0.50 | José Matías Delgado |             |
| 5 centavos de colón salvadoreño | ₡0.05 | Francisco Morazán |             | un colón salvadoreño             | ₡1.00 | Cristóbal Colón     |             |

### Monedas de colón conmemorativas
Son ediciones de monedas especiales acuñadas por motivos de una fecha importante como el aniversario de independencia, descubrimiento de América y los acuerdos de paz. La primera emisión conmemorativa de colones fue en 1925 celebrando los 400 años de la fundación de San Salvador, fue en las denominaciones de un colón en plata y veinte colones en oro. De acuerdo con lo publicado en el Diario Oficial, sólo 100 monedas de oro y 2000 en plata fueron acuñadas y distribuidas al Presidente de la República, diplomáticos y otros oficiales del gobierno.
| Imagen          | Valor      | Cara de anverso                                                                         | Observación          |
| --------------- | ---------- | --------------------------------------------------------------------------------------- | -------------------- |
| 1 colón 1925    | 1 colón    | Pedro de Alvarado y Don Alfonso Quiñonez Molina, Presidente de la República en ese año. | 25 g de plata fina.  |
| 20 colones 1925 | 20 colones | Pedro de Alvarado y Don Alfonso Quiñonez Molina, Presidente de la República en ese año. | 15.56 g de oro fino. |

| Imagen           | Valor       | Cara de anverso                                   | Observación                             |
| ---------------- | ----------- | ------------------------------------------------- | --------------------------------------- |
| un colón 1971    | 1 colón     | La fecundidad Salvador Dali                       | 2.3 g de plata fina.                    |
| 5 colones 1971   | 5 colones   | Monumento de la independencia y José Simeon Cañas | 11.5 g de plata.                        |
| 25 colones 1971  | 25 colones  | La fecundidad Salvador Dali                       | 2.94 g 90% de oro.                      |
| 50 colones 1971  | 50 colones  | Monumento de la independencia y José Simeon Cañas | 5.9 g 90% de oro.                       |
| 100 colones 1971 | 100 colones | Continente Americano resaltando a El Salvador     | 10.6 g de oro.                          |
| 200 colones 1971 | 200 colones | Iglesia colonial de Panchimalco                   | 39.82 gramos de oro y 13.87 g de plata. |

| Imagen           | Valor       | Cara de anverso                | Observación          |
| ---------------- | ----------- | ------------------------------ | -------------------- |
| 25 colón 1977    | 25 colones  | Escudo Nacional de El Salvador | 25 g de plata.       |
| 250 colones 1925 | 250 colones | Escudo Nacional de El Salvador | 15.56 g de oro fino. |

| Imagen           | Valor       | Cara de anverso                          | Observación    |
| ---------------- | ----------- | ---------------------------------------- | -------------- |
| 150 colónes 1992 | 150 colones | Cuatro manos entrelazadas                | 25 g de plata. |
| 150 colones 1992 | 150 colones | Continente Americano y veleros españoles | 25 g de plata  |

## Denominaciones no usadas

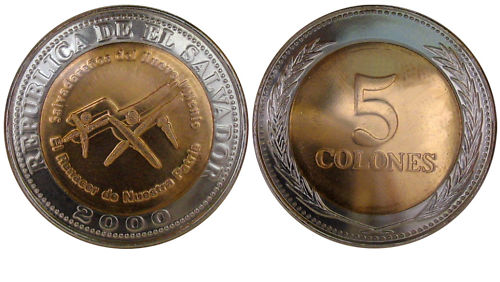
Moneda de ₡5 del año 2000, con ella se conmemora el cambio de milenio.

El Banco Central de Reserva gastó USD$1.5 millones en la fabricación de monedas bimetálicas de 5 colones y billetes de 500, las cuales se acuñaron y se imprimieron en Canadá en el año 1997. A finales de 2000 la Asamblea Legislativa aprobó la Ley de Integración Monetaria, que da paso a la dolarización del país. Esto impidió ponerlos en circulación ya que de lo contrario estarían violando la ley.
La moneda era bimetálica con denominación de 5 colones, de acero chapado en níquel en el anillo y de acero chapado de bronce en el centro se encargaron en la Royal Canadian Mint, con dos diseños diferentes, el primer diseño se acuñó en 1997 y la segunda en 1999 con motivo del cambio de milenio de las cuales se acuñaron 6 millones. Tienen un relieve para que los ciegos pudieran identificar su denominación. El diseño del anverso representa a una familia salvadoreña con la bandera nacional. su diámetro era de 26 mm con un peso de 7.5 gramos. De esta moneda se conocen unos pocos ejemplares en manos de coleccionistas locales, en las bóvedas del BCR se conservan 147.2 millones de colones en monedas de 5 colones.
Así mismo le sucedería al billete de 500 colones. Actualmente, el BCR tiene 1 000 millones de colones en billetes de la denominación de ₡500 que nunca circularon encontrándose aún intactos desde que fueron traídos al país desde Canadá. Su diseño es similar a los anteriores, y en él se mostraba el sitio arqueológico de Joya de Cerén, una marca de agua más notable que la encontrada en los dólares estadounidenses actualmente en circulación y medidas de seguridad para evitar falsificaciones como la incrustación de hilos de seguridad y micro-impresiones.